# 东方白鹳
东方白鹳（学名：Ciconia boyciana）是一种大型涉禽，属于鹳科鹳属。

## 分類
這個物種由Robert Swinhoe於1873年物種描述。它與歐洲白鸛（C. ciconia）關係密切，外觀相似，過去常被認為是白鸛的一個亞種。

## 命名
1873年英国驻上海总领事馆工作的博伊斯（R.H.Boyce）把来自日本横滨的一对东方白鹳送给了郇和。郇和认为这是一个新种，为纪念博伊斯，将它命名为boyciana，英文名为“Boyce's Stock”。此后东方白鹳被视为白鹳（也叫欧洲白鹳，Ciconia ciconia）的亚种，直到1960年代后，通过对东方白鹳生态、行为等方面的研究，认为这是两个不同的物种，1980年代后，这种分类观点被普遍接受。

## 描述
東方白鸛通常比白鸛更大，長度為100—129 cm（39.5—51英寸），高度為110—150 cm（43—59英寸），體重為2.8—5.9（6.2—13.0磅），翼展為2.22米（7.3英尺）。 與其分布更廣的親戚不同，東方白鸛眼周圍有紅色皮膚，虹膜呈白色，喙呈黑色。兩性相似，雌性稍小於雄性。幼鳥為白色，喙呈橙色。

## 分布
曾一度广泛分布于中国大陆、日本、朝鲜和俄罗斯等地，朝鲜的东方白鹳原已经绝迹，經由保育團隊復育後已增加數量中。目前分布在日本的是人工繁殖种群。
东方白鹳的度夏/繁殖地主要位于俄罗斯远东地区、中国东北的松嫩平原和三江平原；主要越冬地位于长江中下游湿地和渤海湾，少数会在香港、台湾和韩国越冬。

## 飲食和行為
東方白鸛除繁殖季節外，是一種獨居鳥。它喜歡在沼澤、池塘邊緣、海岸沙灘和其他濕地中涉水。這種鳥在其棲地中是頂級掠食者。其飲食主要包括魚、青蛙、昆蟲、小鳥和爬行動物，以及囓齒動物。

### 繁殖
雌鳥通常產下2到6枚蛋。繁殖後，鸛在九月遷徙到中國東部，並於三月返回。

## 保护
由於棲地喪失和過度捕獵，東方白鸛在IUCN瀕危物種紅色名錄中被列為瀕危物種。 它被列入CITES附錄I。曾有努力將鸛重新引入野外，但必須先對環境進行改變。 稻米產業的發展及隨後使用農藥對鸛造成了嚴重影響。 有人推動稻農採用有機農業方式種植，以便鸛能在其環境中安全地繁殖和成長。
东方白鹳是中国国家一级保护动物。2020年的数量约为6,300只。

## 目擊事件
- 日本兵庫縣立鸛村東方白鸛放飛追蹤紀錄如下[15]：
- 朝鮮：（2014年—2021年）1隻。
- 南韓：（2014年—2021年）10隻。
- 中國：2019年，1隻、2022年，1隻。
- 台灣：2022年，1隻（編號：《J0504》地處：10月31日在屏東縣車城鄉、11月4日在雲林縣麥寮鄉、11月8日在雲林縣蚊港鄉）。
  - 《臺灣新年數鳥嘉年華（NYBC Taiwan）[16]》紀錄：2015年，3隻、2016年，1隻、2017年，2隻、2020年，3隻、2021年，7隻。

### 暫留環境之衝突

#### 台灣
- 2022年，韓籍東方白鸛（編號：《E37》，2歲成鳥）於電桿上築巢（高雄縣彌陀鄉）不意誤觸當地高壓線致電擊身亡，墜落下方魚塭邊[17]。部分改善處理：感電材拆除（非重要電桿設施），隔離材、驅鳥器加裝（重要輸電設備）及另架設人工巢體。

## 图集

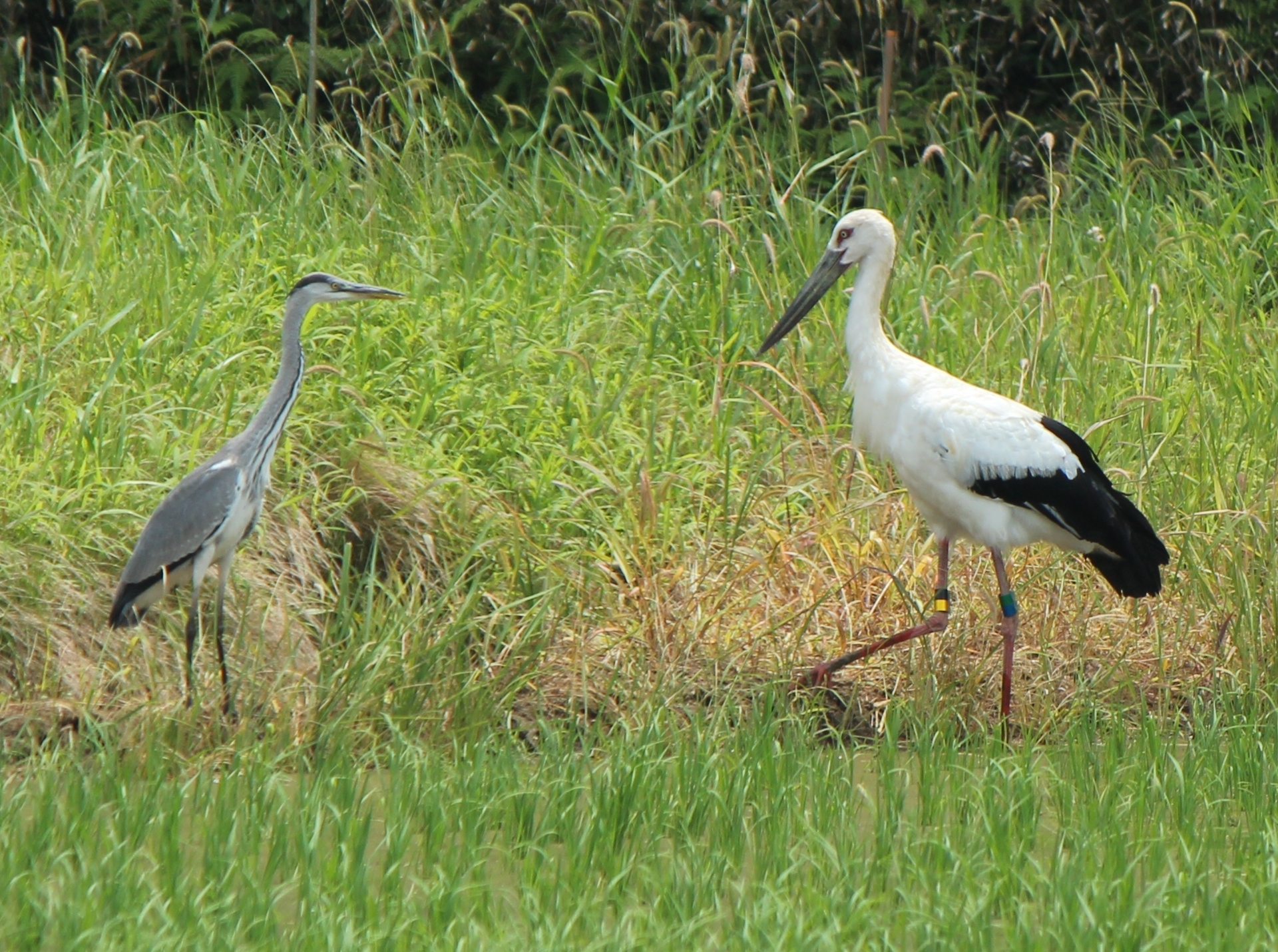
苍鹭与东方白鹳
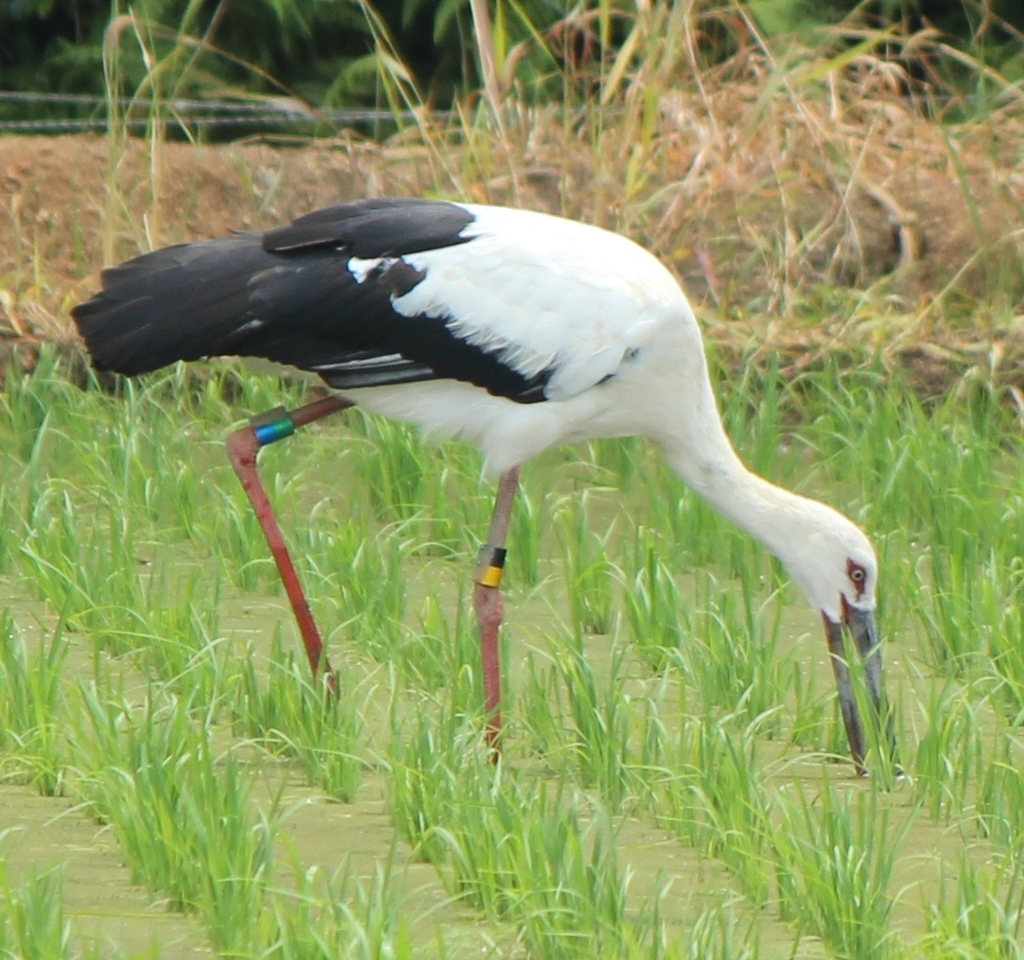
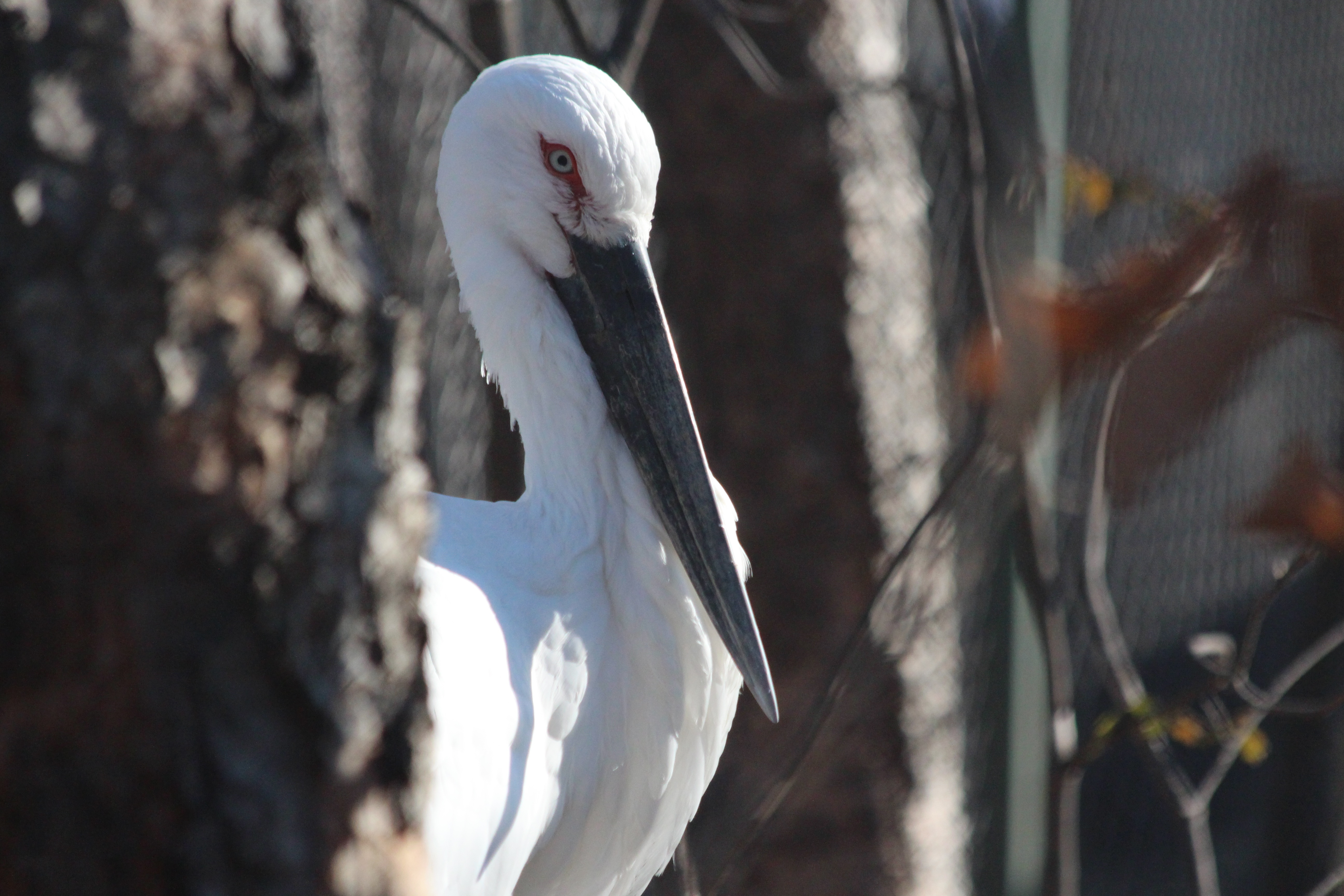
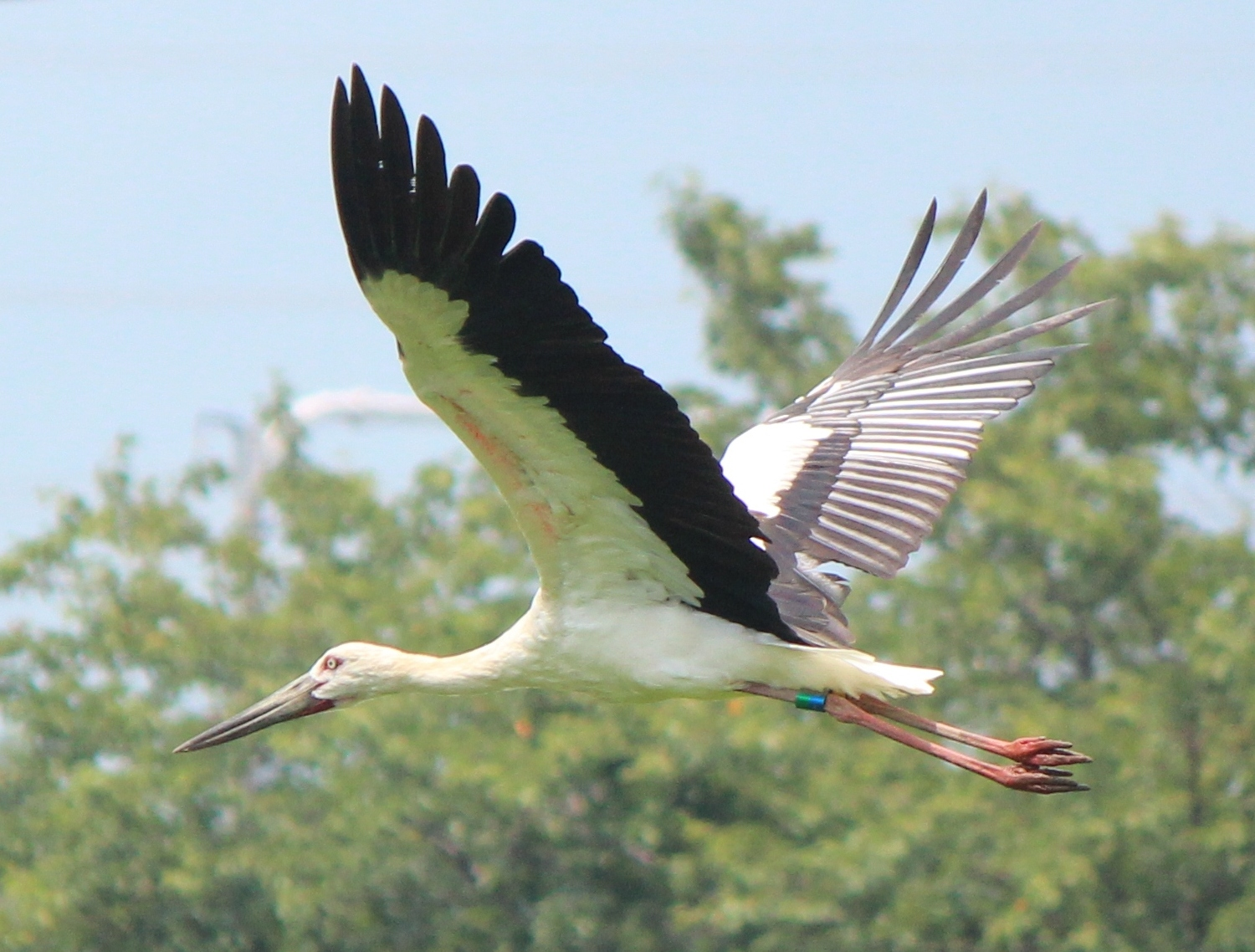